# إيرول كريستي
إيرول كريستي (بالإنجليزية: Errol Christie)‏ (29 يونيو 1963 بليستر في المملكة المتحدة - 11 يونيو 2017 في المملكة المتحدة) هو مدرب ملاكمة وملاكم بريطاني، صنّف ضمن فئة الوزن المتوسط.

## إحصائيات
خاض خلال مسيرته 41 نزالا، فاز في 32 وتعادل في 1 وخسر في 8. فاز بالضربة القاضية في 26 نزالا.

## روابط خارجية
- إيرول كريستي على موقع بوكس ريك (الإنجليزية) (registration required)